# Sierra del Mico
La sierra del Mico, también conocido como montañas del Mico es una pequeña sierra situada al noreste de la sierra de las Minas, cerca de la ciudad de Puerto Barrios en Guatemala. Su cumbre más elevada, el cerro San Gil, alcanza 1267 m s. n. m. (15°58′23″N 90°12′36″O / 15.97306, -90.21000).
Dentro de esta pequeña sierra se encuentra también la  Reserva Protectora de Manantiales Cerro San Gil, encargada de preservación de los recursos Hídricos de la zona, y la preservación de las especies nativas de las zona.